# Kleine Reisfeldratte
Die Kleine Reisfeldratte (Rattus losea) ist eine Nagerart Ost- und Südostasiens, die in der dortigen Landwirtschaft zu den Schädlingen zählt. Die mittelgroße Ratte kommt oft zusammen mit anderen Ratten, zum Beispiel Reisfeld- und Hausratten vor. Vieles über die Biologie von R. losea ist noch unbekannt.
Ebenso für diese Art verwendete wissenschaftliche Namen sind R. exiguus, eventuell wird auch fälschlicherweise R. hoxaensis (normalerweise ein Synonym für R. argentiventer) verwendet.

## Verbreitung

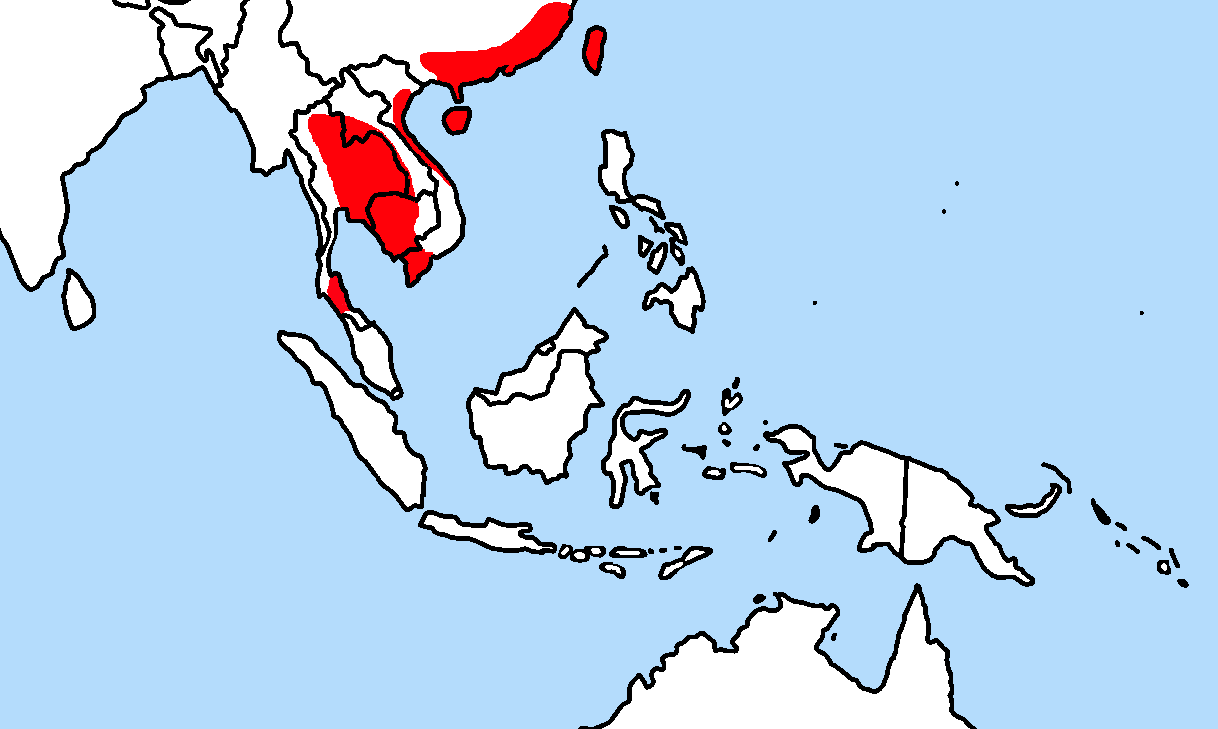
Verbreitungsgebiet von R. losea

Im Tiefland Ost- und Südostasiens kommen zwei deutlich voneinander getrennte Formen von R. losea vor. Eine ist in Südchina (inklusive der Hainan-Inseln), Taiwan sowie Nord- und Zentralvietnam zu finden. Die zweite Form findet sich in der Region des Mekong-Deltas in Südvietnam sowie in Kambodscha, Thailand und dem Norden Laos’ (Provinz Vientiane).
Auf der Malaiischen Halbinsel, südlich des Isthmus von Kra existiert eine weitere, isolierte Population, deren Verwandtschaftsgrad mit den beiden zuvor erwähnten noch unklar ist.

## Erscheinung
Die Kleine Reisfeldratte unterscheidet sich von anderen Rattus-Arten Südostasiens durch die kleineren Ohren, ein weicheres Rückenfell und einen kürzeren, feiner gerippten Schwanz. Die zwei oben genannten Hauptpopulationen unterscheiden sich sowohl morphologisch als auch genetisch. R. losea aus Taiwan und Nordvietnam sind mittelgroße Ratten (bis 90 Gramm), mit grau-braunem Rückenfell und grauem Bauchfell, dessen Spitzen aber weiß oder cremefarben sein können. Der Schwanz kann zweifarbig sein (Oberseite dunkler als Unterseite) und ist in der Regel 5 bis 15 Millimeter kürzer als die Kopf-Rumpf-Länge (120 bis 185 Millimeter). Im Vergleich sind in Vietnam, Kambodscha, Thailand und im Tiefland von Laos vorkommende R. losea kleiner und bunter (Kopf-Rumpf-Länge 120 bis 177 Millimeter). Deren Rückenfell ist braun bis rotbraun, das Bauchfell ist dunkelgrau mit gelbbraunen Haarspitzen. Auch ist der Schwanz etwas kürzer und sowohl auf Ober- als auch Unterseite dunkel. Ihre Pfoten sind dunkel.

### Habitat
Reisfelder, Obstgärten sowie Plantagen sind der Lebensraum für R. losea, in der Thailändischen Provinz Chaiyaphum ist eine Population in natürlichem Grasland beschrieben, was eventuell der ursprüngliche Lebensraum gewesen sein könnte. Sie kommen meist mit größeren Rattenarten zusammen, aber umgekehrt proportional häufig vor. Zur dominierenden Rattenart wird sie nur in Gebieten (Reisfeldern) mit starken, unregelmäßigen Flutereignissen sowie Reisfeldern, die einen sehr hohen Wasserstand aufweisen.

## Reproduktion
Die Fortpflanzung ist sehr stark an landwirtschaftliche Aktivitäten angepasst. Normalerweise beginnt die reproduktive Phase während der Bestockung der Reisfelder und endet wenige Wochen nach der Reisernte.
Die durchschnittliche Wurfgröße beträgt 7,5 Jungtiere.

## Rattus loseaals Schädling
Die Kleine Reisfeldratte wird oft als Schädling beschrieben, durch das gemeinschaftliche Vorkommen mit anderen, größeren Rattenarten (Reisfeld- und Hausratten) und deren Schadwirkung gibt es keine detaillierten Erkenntnisse über die Schadwirkung von R. losea. Regional kann diese Art als Hauptschädling auftreten.

## Weblink
- Rattus losea in der Roten Liste gefährdeter Arten der IUCN 2013.2. Eingestellt von: Aplin, K., 2008. Abgerufen am 6. Dezember 2013.